# Majcni
Majcni – wieś w Słowenii, w gminie Sežana. W 2018 roku liczyła 56 mieszkańców.